# Adam (nom)
Adam és un nom propi masculí d'origen hebreu (en hebreu: אָדָם Adam). El nom propi Adam prové de l'hebreu adamah, que significa "terra", "sòl" i el seu significat literal és "home fet de terra vermella".
Entre els jueus és encara un nom propi comú, mentre que el seu ús bíblic l'ha convertit en un nom propi comú a moltes llengües que comparteixen l'herència judeocristiana, que l'han adaptat en major o menor mesura a la seva ortografia i fonètica. De la mateixa manera, com que l'islam considera a Adam un dels seus profetes, el nom, en la seva forma àrab, آدم (Àdam, Ādam), és també un nom propi entre els musulmans, tot i que poc comú.
En molts països Adam és també un cognom tot i que sovint en formes derivades com Adamo, Adamov, Adamowicz, Adams, Adamski, Addams, etc.

## En altres llengües
- Albanès: Adami
- Alemany: Adam
- Anglès: Adam
- Àrab: آدم (Ādam)
- Aragonès:
- Armeni: Adam
- Asturià: Adán
- Basc: Adame
- Bretó: Adam
- Bosnià: Adem
- Búlgar: Адам
- Castellà: Adán
- Danès: Adam
- Eslovac: Adam
- Eslovè: Adam
- Esperanto: Adamo
- Estonià: Aadam
- Finès: Aadam
- Francès: Adam
- Gallec: Adán
- Grec: Αδάμ (Adám)
- Hebreu: אָדָם (ʼĀḏām)
- Hongarès: Ádám
- Gaèlic irlandès: Ádhamh, Ádam
- Islandès: Adam
- Italià: Adamo
- Letó: Ādams
- Lituà: Adomas
- Llatí: Adam, Adamus
- Neerlandès: Adam
- Noruec (bokmål/nynorsk): Adam
- Polonès: Adam
- Portuguès: Adão
- Romanès: Adam
- Rus: Адам
- Sard: Adàmu
- Sicilià: Addamu
- Suec: Adam
- Turc: Âdem
- Txec: Adam
- Ucraïnès: Адам

## Personatges

### Personatges amb Adam com a nom propi
- Articles de la viquipèdia que comencem per Adam
- Adam (n. 1983), nom artístic de Mohd. Aizam Mat Saman, cantant malaisi
- Adam Adami (1603 o 1610 – 1663), prevere i diplomàtic alemany
- Adam Afriyie (n. 1965), polític britànic
- Adam Afzelius (1750 – 1837), botànic suec
- Adam Agius, vocalista del grup australià "Alchemist"
- Adam Aitken (n. 1960), poeta australià
- Adam d'Ambergau (segle XV), compositor bavarès
- Adam Ant (n. 1954), cantant pop britànic
- Adam Arkin (n. 1956), director i actor nord-americà
- Sir Adam Beck (1857 – 1925), polític canadenc
- Adam Browne (n. 1963), escriptor de ciència-ficció australià
- Adam Buxton (n. 1969), presentador de televisió, escriptor i actor britànic
- Adam Carolla (n. 1964), actor nord-americà
- Adam Clayton, (n. 1960) baixista d'"U2"
- Adam Copeland (n. 1973), lluitador canadenc
- Adam Jerzy Czartoryski (1770 — 1861), líder polonès
- Adam Kazimierz Czartoryski (1734-1823), home d'estat i escriptor polonès
- Adam Duncan, 1st Viscount Duncan of Camperdown (1731 - 1804), almirall britànic
- Adam Fortunate Eagle o Amabese (n. 1929), activista amerindi
- Adam von Ebrach (m. 1161), abat i historiador alemany
- Adam Ferrara, actor i còmic nord-americà
- Adam de Fulda (c. 1445 - 1540), monjo i compositor de música alemany
- Adam Gardner, guitarrista de "Guster"
- Adam Gontier (n. 1978), cantant de "Three Days Grace"
- Adam Green (n. 1981), músic nord-americà
- Adam de la Halle (segle xiii), trobador
- Adam Hansen (n. 1981), ciclista australià
- Adam Hart-Davis (n. 1943), científic i presentador de televisió anglès
- Adam Horovitz (n. 1966), àlies "Ad-Rock", membres de "Beastie Boys"
- Adam Ingram (n. 1947), polític escocès
- Adam Ingram (n. 1951), polític escocès
- Adam Jones (n. 1965), guitarrista nord-americà
- Adam Keller (n. 1955), activista pacifista israelià
- Adam Adamandy Kochański (1631 – 1700), matemàtic polonès
- Adam Kopycinski (1907 - 1982), compositor polonès
- Adam Cardinal Kozlowiecki (1911 - 2007), arquebisbe polonès
- Adam Johann von Krusenstern (1770-1846), navegant rus-estonià d'origen alemany
- Adam Lazzara (n. 1981), cantant de "Taking Back Sunday"
- Adam Levine (n. 1979), cantant i guitarrista de "Maroon 5"
- Adam Loftus (Archbishop) (1533-1605), arquebisbe irlandès
- Adam Malik (1917 - 1984), tercer vicepresident d'Indonèsia
- Adam Małysz (n. 1977), saltador d'esquí polonès
- Adam Michnik (n. 1946), historiador, assagista i periodista polonès
- Adam Mickiewicz (1798 – 1855), poeta polonès
- Adam Morrison (n. 1984), jugador de bàsquet nord-americà
- Adam Gottlob Oehlenschläger (1779–1850), poeta danès
- Adam Pearce (n. 1978), lluitador professional nord-americà
- Adam Petty (1980 – 2000), corredor de curses de cotxes nord-americà
- Adam Pine (n. 1976), nadador d'estil lliure i estil papallona australià
- Adam Putnam (n. 1974), polític nord-americà
- Adam Raga Sans (n. 1982), pilot català de Trial
- Adam Raphael (n. 1938), periodista anglès
- Adam Rapacki (1909–1970), polític i diplomàtic polonès
- Adam Rickitt (n. 1978), actor anglès
- Adam Ries (1492 – 1559), matemàtic alemany
- Adam Daniel Rotfeld (n. 1938), ministre d'assumptes exteriors polonès
- Adam Ruckwood (n. 1974), nadador britànic
- Adam Sandler (n. 1966), actor nord-americà
- Adam Aleksander Sanguszko (1590 - 1653), noble lituanopolonès
- Adam Schiff (n. 1960), polític nord-americà
- Adam Sedgwick (1785 - 1873), geòleg britànic
- Adam Smith (1723-1790), economista i filòsof escocès
- Adam Smith (n. 1965), polític demòcrata nord-americà
- Adam Strange, superheroi de ficció publicat per DC Comics
- Adam Teuto (segle XIV), escriptor alemany
- Adam von Trott zu Solz (1909 – 1944), jurista i diplomàtic alemany
- Adam Willis Wagnalls (1843 - 1924), editor nord-americà
- Adam Walker (n. 1987), flautista anglès
- Adam West (n. 1928), actor televisiu nord-americà
- Adam Yauch (n. 1964), àlies "MCA", membre de "Beastie Boys"
- Adam Zamoyski (n. 1949), historiador anglès

### Personatges amb Adam com a cognom
- Adolphe Adam (1803 – 1856), compositor i crític musical francès
- Aimé Adam (n. 1913), polític canadenc
- Albrecht Adam (1786 – 1862), pintor alemany
- Benno Adam (1812 - 1892, Kehlheim), pintor alemany
- Charles Adam (1780 – 1853), oficial naval britànic
- Charles Adam, filòsof francès
- Eugen Adam (1817 – 1880), pintor alemany
- François Gaspard Balthazar Adam (1710 - 1761), escultor francès
- Sir Frederick Adam (1781-1853), major escocès
- Graeme Mercer Adam (1839 – 1912), autor i editor canadenc
- Heinrich Adam (1787 - 1862), pintor alemany
- Helen Adam (1909 - 1993), poeta escocès-nord-americà
- Jacob Adam (1748 - 1811), austríac
- James Adam, arquitecte escocès, germà de Robert Adam
- James Adam, classicista escocès
- Jean Adam, poeta escocès
- Jenö Ádám (1896-1982), compositor i pedagog musical hongarès
- Johann Friedrich Adam (m. 1806), botànic rus, després conegut com a Michael Friedrich Adams
- John Adam, actor australià
- John Adam, arquitecte escocès
- John Adam (1779-1825), administrador britànic a l'Índia
- Juliette Adam (1836 – 1936), escriptora francesa
- Jumaat Haji Adam (n. 1956), botànic
- Karl Adam (1876 - 1966), teòleg catòlic alemany
- Sir Ken Adam (n. 1921), britànic
- Lambert-Sigisbert Adam (1700 – 1759), escultor francès
- Melchior Adam (1575 - 1622), historiador alemany
- Mihai Adam (1940 - 2015), futbolista romanès
- Robert Adam (1728 – 1792), arquitecte escocès
- Roger Adam, enginyer aeronàutic francès
- Stéphane Adam (n. 1969), futbolista francès
- Udi Adam (n. 1959), general israelià
- Ulrich Adam (n. 1950), polític alemany
- William Adam (1689–1748), arquitecte escocès
- William Adam (1846–1931), paisatgista anglès
- William Adam (1909–1988), malacòleg belga
- William Adam (n. 1917), trompetista nord-americà
- Yekutiel Adam (1927 – 1982), general israelià